# Żebry (powiat kolneński)
Żebry – wieś w Polsce położona w województwie podlaskim, w powiecie kolneńskim, w gminie Kolno.
Wieś szlachecka położona była w drugiej połowie XVI wieku w powiecie kolneńskim ziemi łomżyńskiej. W latach 1975–1998 miejscowość należała administracyjnie do województwa łomżyńskiego.
Wierni kościoła rzymskokatolickiego należą do parafii Zwiastowania Najświętszej Maryi Panny w Lachowie.

## linki zewnętrzne
- Żebry (11), [w:] Słownik geograficzny Królestwa Polskiego, t. XIV: Worowo – Żyżyn, Warszawa 1895, s. 754.